# 格鲁曼F9F/F-9美洲狮

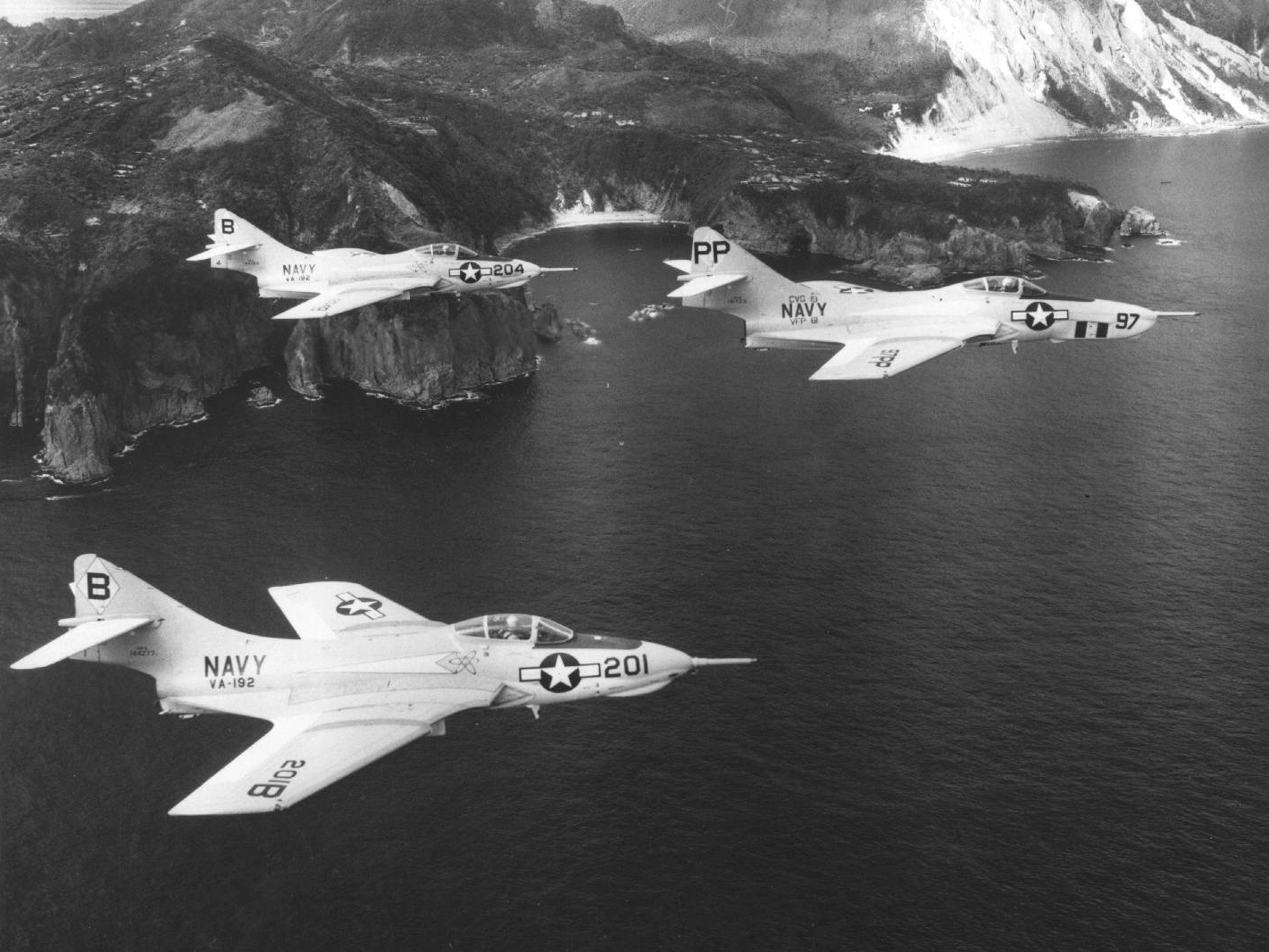
1957年，美國海軍第192戰鬥攻擊機中隊的兩架F9F-8B及第63戰鬥機攝影中隊的F9F-8P在台灣上空飛行

格鲁曼F9F/F-9美洲狮是美国海军舰载战斗机，是基于格鲁曼F9F黑豹战斗机的改进型。美洲狮替换掉了黑豹战斗机的平直翼，采用了更现代的后掠翼。尽管美洲狮与黑豹的官方命名不同，但是美国海军考虑到美洲狮是黑豹的升级版，因此美洲狮的代号为F9F-6美洲狮。

## 設計
F9F美洲狮的设计原型基于F9F黑豹，以达到快速生产的目的。第一架原型机（XF9F-6)于1951年9月20日進行试飞。美洲狮是一架亚音速飞机，但在海平面飞行时，其临界马赫数从0.79增加到0.86，在35,000英尺（10,000米）高空则增加到0.895，性能比黑豹有明显提高。然而，由於美洲狮服役的時間太晚，并没有参加朝鲜战争，因此，美洲狮在對付潜在对手如米格-15战斗机的战斗力评估只停留在猜测。首批生产的646架F9F-6于1952年中旬至1954年7月间交付使用。F9F美洲狮在机头装备了4门AN/M3 20mm（0.79英寸）机炮，并可以在机翼挂载2枚1,000磅（450千克）炸弹或者150美加仑（470升）副油箱。大部分美洲狮在机头配备UHF方位天线，有些则配备加油探头以便空中加油，1962年，F9F-6被重新命名为F-9F。
格鲁曼公司共建造了60架F9F-6P侦察机，这些飞机将机头的机炮替换为照相机。部分飞机取消了副翼，改用扰流板进行侧滚控制。1962年，它们被重新命名为RF-9F。
退役后，许多F9F-6被改为无人靶机用于战斗训练，称为F9F-6K，或改为无人靶机控制机，称为F9F-6D。随后，F9F-6K与F9F-6D分别被重新命名为QF-9F和DF-9F。
F9F-7是下一批交付的美洲狮，采用艾利逊J33发动机而不是普惠的J48发动机，总共生产168架，由于J33发动机的动力与可靠性都没有J48发动机高，几乎所有F9F-7都把原来的J33换为了J48发动机，为了区分F9F-6(F-9F)，这些飞机在1962年被重新命名为F-9H。
F9F-8是美洲狮的最后一个战斗机版本，其机身加长了8英寸（20cm），翼长和机翼面积也有所增加，提高了低速性能和大攻角飞行状态，同时增加了油箱的空间。601架F9F-8在1954年4月至1957年3月被交付，大多数都配备了空中加油的探头，后期生产的可以在机翼下挂在4枚AIM-9响尾蛇空对空导弹，大部分在早期生产的进行了相应的改装也可挂在4枚AIM-9，一些则配备了进行核轰炸的设备，1962年被重新命名为F-9J。
F9F-8B是F9F-8改装的单座战斗攻击机，1962年重新命名为AF-9J。
共有110架F9F-8P侦察机被生产出来，这些飞机进行了大量改装并在机头装备照相机，1960年以后这些飞机被撤至后备中队，1962年被重新命名为RF-9J。
在1956-1960年海军获得了377架双座的F9F-8T教练机，她们用于高级训练，武器训练和着舰训练，服役到1974年，这些飞机装备2门20mm机炮并且可以挂载一枚炸弹或者导弹，1962年被重新命名为TF-9J。

## 作战及使用历史

### 美国

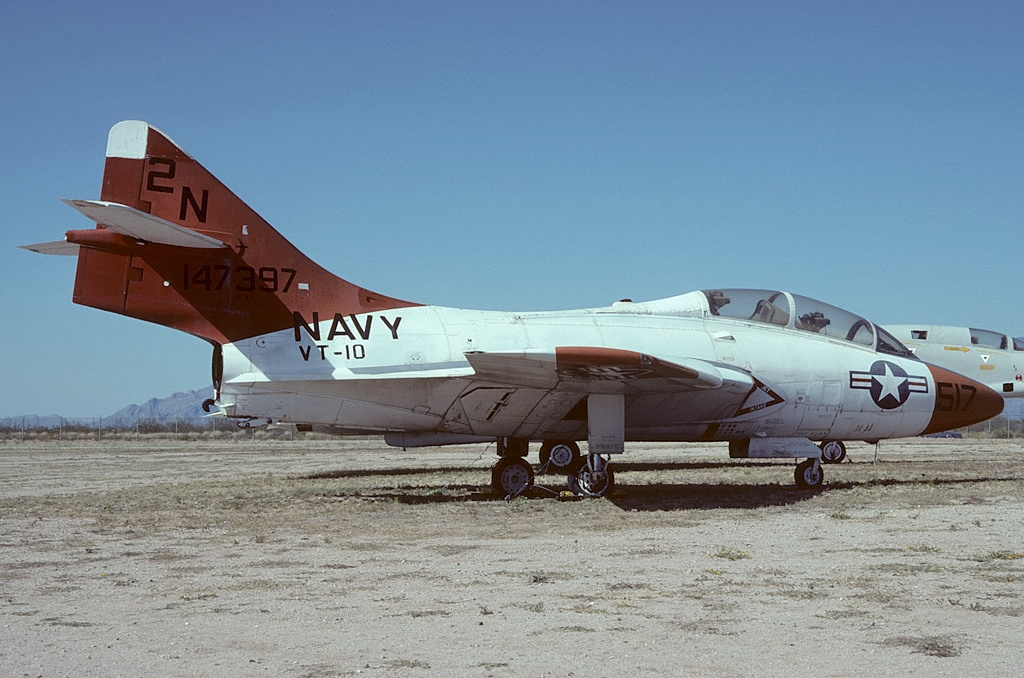
1架美國海军陆战队指挥和维护中队的TF-9J

1958-1959年F9F-8从前线撤回，被F11F和F8U代替，海军后备部队一直使用到1960年中期，但是单座版本没有用於越战。
唯一一种進行过战斗的美洲狮是TF-9J(F9F-8T)，4个美洲狮分队服役于美海军陆战队指挥和维护中队（US Marines Headquarters and Maintenance Squadrons），分别部署在岘港（H＆MS-11）和楚莱（H＆MS-13），她们在那里用于快速前沿空中控制（fast-Forward Air Control）和空中指挥，在1966年-1968年间指挥对在南越南的敌军阵地上的空袭，TF-9J在美国海军服役了很长一段时间，不过由于对美洲狮改装（采用J52发动机）的建议被拒绝并且海军选择了TA-4F天鹰作为教练机，所以当1974年2月第4训练中队（VT-4)重新换上天鹰的时候，最后一架美洲狮也退役了，一架编号BuNo 14276的F9F-8T则陈列在佛罗里达彭沙科拉城的国家海军航空博物馆（National Museum of Naval Aviation）。

### 阿根廷
阿根廷的海军航空兵部队是唯一使用F9F美洲狮的外国航空部队，阿根廷的海军航空兵部队也是唯一使用F9F黑豹外国部队，2架1962年获得F9F-8T教练机一直服役到1971年。美洲狮也是阿根廷第一架突破音障的喷气机，其中一架编号3-A-151的F9F-8T陈列在布兰卡港的海军航天博物馆(MUAN)，另一架则卖给了一位美国的买家。

## 生产型号

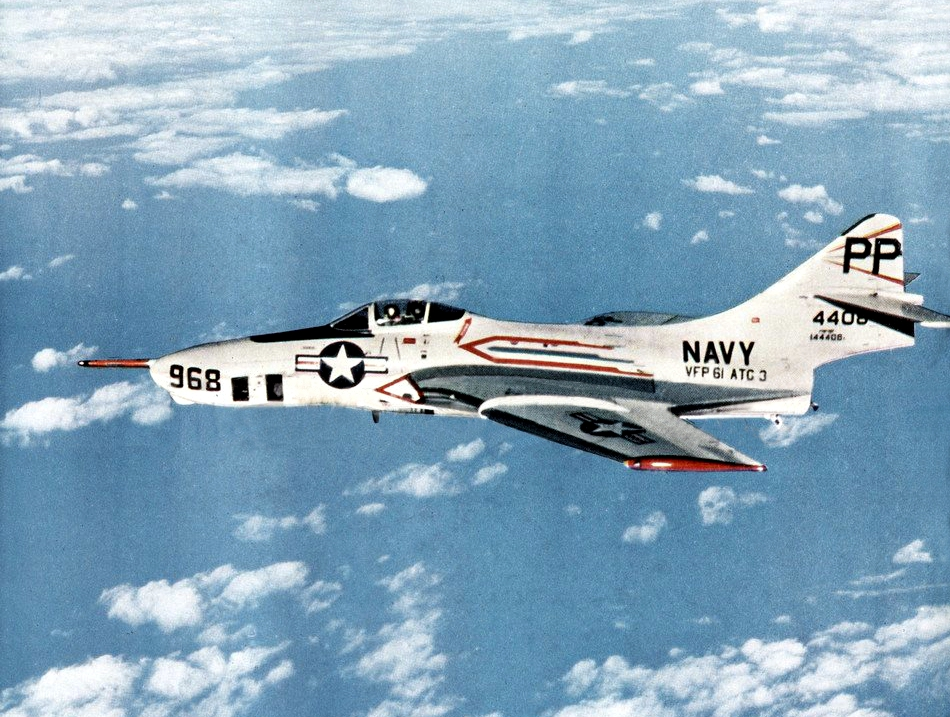
1架F9F-8P偵察機

XF9F-6F9F美洲狮的原型机
F9F-6生产646架，1962重新命名为F-9F
F9F-6P生产60架作为侦察机。1962年重新命名为RF-9F
F9F-6DF9F-6改装的无人靶机控制机（drone directors），1962年重新命名为DF-9F
F9F-6KF9F-6改装的无人靶机，1962年重新命名为QF-9F
F9F-6PDF9F-6P改装的无人靶机控制机（drone directors），1962年重新命名为DF-9F
F9F-6K2F9F-6K无人靶机的改进版本，1962年重新命名为QF-9G
F9F-7生产168架，采用艾利逊J33发动机，大部分换装惠普J48发动机，1962年重新命名为F-9H
F9F-8生产601架，1962年重新命名为F-9J，可挂载4枚AIM-9响尾蛇空对空导弹
YF9F-8BF9F-8改装的单座战斗攻击机的原型机，1962年重新命名为YAF-9J
F9F-8BF9F-8改装的单座战斗攻击机，1962年重新命名为AF-9J
F9F-8P生产110架，F9F-8的侦察机版本，1962年重新命名为RF-9J
YF9F-8T一架被改装成F9F-8T教练机版本的F9F-8，1962年重新命名为YTF-9J
F9F-8T共获得377架双座教练机，1962年重新命名为TF-9J
NTF-9J2架被用于特殊测试任务的TF-9J
YF9F-9YF11F-1虎式原型机的原代号，1954年7月30日首飞，1955年重新命名为YF11F-1

## 使用国家
- 美国
- 阿根廷 阿根廷海军 - 阿根廷海军航空兵

## 性能技术指标(F9F-8/F-9J)

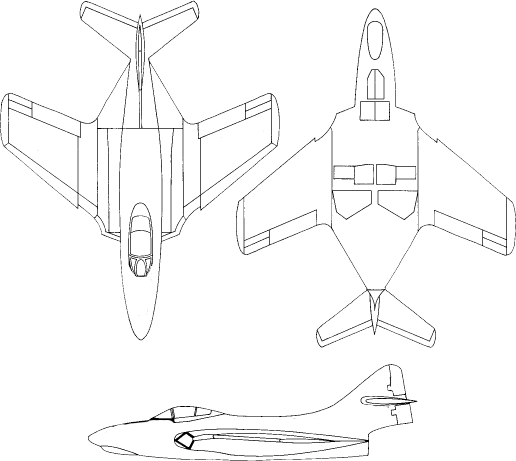
美洲狮線圖

参考资料：NAVAIR : Standard Aircraft Characteristics F9F-6 "Cougar" 1 July 1953, NAVAIR : Standard Aircraft Characteristics F9F-6 "Cougar" 1 July 1967
基本信息
- 机组：1人
- 長度：40英尺11英寸（12.47）
- 翼展：34英尺6英寸（10.52）
- 宽度：14英尺2英寸（4.32）折疊 (尾翼寬度)
- 高度：12英尺3.5英寸（3.747）
- 机翼面积：300平方英尺（28平方）
- 展弦比：4
- 空重：11,483英磅（5,209）
- 总重：15,800英磅（7,167）
- 最大起飛重量：21,000英磅（9,525）
- 燃料容量：兩個機艙油箱763 US gal（2,890 l）；四個機翼油箱156 US gal（590 l）；共計 919 US gal（3,480 l）
- 发动机：1台惠普J48-P-8A渦輪噴射引擎，7,250英磅力（32.2千牛頓）推力

性能
- 最大速度：654英里每小時（1,053每小時；568節）在海平面高度，起飛重量18,450磅（8,369）
- 巡航速度：541英里每小時（871每小時；470節）高度41,200—45,000英尺（12,558—13,716米）
- 失速速度：128英里每小時（206每小時；111節）起飛重量18,450磅（8,369） 無動力

107 mph（93 kn；172 km/h） 起飛重量15,157磅（6,875） 進場動力
- 戰鬥航程：293英里（255海里；472）任務時間為1小時24分鐘
- 升限：44,500英尺（13,600）
- 过载限制：+7.5(15,800磅（7,167）); +5.5(最大起飛重量)
- 爬升率：6,750英尺每分鐘（34.3每秒）在海平面高度，起飛重量18,450磅（8,369）
- 爬升至高度时间：起飛重量18,450磅（8,369）

- 4分至20,000英尺（6,096米）
- 6分48秒至30,000英尺（9,144米）

- 翼载：61.5英磅每平方英尺（300每平方）起飛重量18,450磅（8,369）

武器

- 機槍：4×20 mm(0.79 in) AN/M3机炮,每炮190发炮弹
- 火箭彈：6×5 in (127 mm)火箭弹
- 飛彈：4×AIM-9响尾蛇空对空导弹
- 炸彈：2×1,000 lb (454 kg)炸弹